# سانت جوهانسبوري (فيرمونت)
سانت جوهانسبوري (بالإنجليزية: St. Johnsbury, Vermont)‏ هي بلدة تقع بولاية فيرمونت في الولايات المتحدة. تأسست عام 1786، تبلغ مساحتها 95.2 (كم²)، وترتفع عن سطح البحر 187 م، بلغ عدد سكانها 7603 نسمة في عام 2010 حسب إحصاء مكتب تعداد الولايات المتحدة وتصل الكثافة السكانية فيها 80.6 نسمة/كم2.

## المناخ
يظهر الجدول التالي التغييرات المناخية على مدار السنة لسانت جوهانسبوري:
| البيانات المناخية لـسانت جوهانسبوري            | البيانات المناخية لـسانت جوهانسبوري | البيانات المناخية لـسانت جوهانسبوري | البيانات المناخية لـسانت جوهانسبوري | البيانات المناخية لـسانت جوهانسبوري | البيانات المناخية لـسانت جوهانسبوري | البيانات المناخية لـسانت جوهانسبوري | البيانات المناخية لـسانت جوهانسبوري | البيانات المناخية لـسانت جوهانسبوري | البيانات المناخية لـسانت جوهانسبوري | البيانات المناخية لـسانت جوهانسبوري | البيانات المناخية لـسانت جوهانسبوري | البيانات المناخية لـسانت جوهانسبوري | البيانات المناخية لـسانت جوهانسبوري |
| الشهر                                          | يناير                               | فبراير                              | مارس                                | أبريل                               | مايو                                | يونيو                               | يوليو                               | أغسطس                               | سبتمبر                              | أكتوبر                              | نوفمبر                              | ديسمبر                              | المعدل السنوي                       |
| ---------------------------------------------- | ----------------------------------- | ----------------------------------- | ----------------------------------- | ----------------------------------- | ----------------------------------- | ----------------------------------- | ----------------------------------- | ----------------------------------- | ----------------------------------- | ----------------------------------- | ----------------------------------- | ----------------------------------- | ----------------------------------- |
| الدرجة القصوى °ف (°م)                          | 63 (17)                             | 62 (17)                             | 84 (29)                             | 92 (33)                             | 94 (34)                             | 98 (37)                             | 99 (37)                             | 98 (37)                             | 95 (35)                             | 89 (32)                             | 77 (25)                             | 67 (19)                             | 99 (37)                             |
| متوسط درجة الحرارة الكبرى °ف (°م)              | 27.6 (−2.4)                         | 32.0 (0.0)                          | 42.4 (5.8)                          | 55.9 (13.3)                         | 69.9 (21.1)                         | 77.1 (25.1)                         | 80.8 (27.1)                         | 78.2 (25.7)                         | 69.3 (20.7)                         | 57.6 (14.2)                         | 43.4 (6.3)                          | 31.5 (−0.3)                         | 55.5 (13.1)                         |
| متوسط درجة الحرارة الصغرى °ف (°م)              | 6.4 (−14.2)                         | 8.3 (−13.2)                         | 19.6 (−6.9)                         | 31.1 (−0.5)                         | 42.7 (5.9)                          | 52.1 (11.2)                         | 56.8 (13.8)                         | 55.4 (13.0)                         | 47.4 (8.6)                          | 36.4 (2.4)                          | 27.6 (−2.4)                         | 13.7 (−10.2)                        | 33.1 (0.6)                          |
| أدنى درجة حرارة °ف (°م)                        | −35 (−37)                           | −43 (−42)                           | −27 (−33)                           | −2 (−19)                            | 20 (−7)                             | 30 (−1)                             | 36 (2)                              | 33 (1)                              | 22 (−6)                             | 13 (−11)                            | −13 (−25)                           | −42 (−41)                           | −43 (−42)                           |
| الهطول إنش (مم)                                | 2.88 (73)                           | 2.04 (52)                           | 2.57 (65)                           | 2.74 (70)                           | 3.35 (85)                           | 3.88 (99)                           | 3.84 (98)                           | 4.21 (107)                          | 3.47 (88)                           | 3.24 (82)                           | 3.32 (84)                           | 3.00 (76)                           | 38.54 (979)                         |
| متوسط تساقط الثلوج إنش (سم)                    | 22.7 (58)                           | 16.8 (43)                           | 15.1 (38)                           | 5.3 (13)                            | 0.2 (0.51)                          | 0 (0)                               | 0 (0)                               | 0 (0)                               | 0.1 (0.25)                          | 0.6 (1.5)                           | 6.6 (17)                            | 20.8 (53)                           | 88.2 (224.26)                       |
| المصدر: الإدارة الوطنية للمحيطات والغلاف الجوي |                                     |                                     |                                     |                                     |                                     |                                     |                                     |                                     |                                     |                                     |                                     |                                     |                                     |

## أعلام
- تشارلز أندرو ويلارد
- تايلور كوبينراث
- جوناثان روس
- جان دوبوك
- كريس هيدجيز
- ماري جين ليتش
- ثاديوس فيربانكس

## وصلات خارجية
- www.stjvt.com
- The US50 - Cities and Towns in Vermont State
- Vermont Cities and Towns, Facts, Map, Flag, Colleges, Government, and More